# Meteor Apocalypse
Pour plus de détails, voir Fiche technique et Distribution.
Meteor Apocalypse est un film américain réalisé par Micho Rutare, sorti en 2010.

## Synopsis
Une comète passe malencontreusement sur la trajectoire de la Terre. Les États-Unis envoient tout leur arsenal nucléaire pour la faire exploser avant l'impact qui détruirait la planète. Malheureusement, si l'astéroïde est pulvérisé, les débris poursuivant leur trajectoire, arrivant sur Terre. Ils contaminent l'eau et la rendent mortelle.
Alors qu'il s'était rendu sur son lieu de travail à 2 h du matin pour assister à la mort de son collègue par empoisonnement (il a bu un verre d'eau) sous une pluie de météores, David Dematti se voit séparé de sa femme et de sa fille malade qui sont envoyées en quarantaine à Las Vegas. Il quitte donc le Wyoming à pied pour tenter de les rejoindre. En chemin, il sauve la vie de Lynn Leigh qui s'est empoisonnée en buvant un Pepsi-Cola dans une station-service, ils repartent ensemble.
Quand ils arrivent à Las Vegas, la ville est déjà ravagée par les météorites et livrée à l'anarchie. En arrivant dans les locaux de quarantaine, ils récupèrent deux doses d'antidote et apprennent que la quarantaine a été déplacée à Los Angeles. Ils y vont en compagnie de deux agents du FBI à qui ils fournissent des bouteilles d'eau tombées du camion, mais ils sont attaqués en chemin par une horde de quads, les agents du FBI sont tués dans la bataille sous une pluie de météores, et David et Lynn poursuivent à pied dans le désert, abandonnant leurs réserves d'eau.
Quand ils arrivent à Los Angeles, la ville a été évacuée ainsi que la quarantaine, une météorite devant détruire la ville. Ils sont recueillis pour la nuit dans un temple qui sert de point de rendez-vous pour l'évacuation du lendemain matin. Pendant la nuit, David sauve une fille avec l'antidote qu'il avait récupéré à Las Vegas, sa mère lui apprend qu'il y a une autre quarantaine de l'autre côté de la ville.
Il s'y rend donc à pied le lendemain matin, toujours avec Lynn pendant que les autres sont évacués et que le temple est détruit par une pluie de météores. Arrivés de l'autre côté de la ville, Lynn meurt en disant à David de garder l'antidote pour sa fille. David escalade alors une montagne, retrouve sa femme, administre l'antidote à sa fille, Los Angeles est détruite par l'astéroïde, et mais ils sont évacués en hélicoptère sous une pluie de météores.

## Fiche technique
- Titre original : Meteor Apocalypse
- Réalisation : Micho Rutare
- Scénario : Brian Brinkman et Micho Rutare
- Production : David Michael Latt, David Rimawi, Brian Brinkman
- Sociétés de production : Faith Films, The Asylum
- Musique : Douglas Edward
- Photographie : Adam Silver
- Montage : Danny Maldonado
- Costumes : Gregory Paul Smith
- Pays d'origine : États-Unis
- Format : Couleurs - 1,78:1 - Dolby Digital
- Genre : Catastrophe, science-fiction
- Durée : 88 minutes
- Date de sortie : 23 février 2010

## Distribution
- Joe Lando : David Dematti
- Claudia Christian : Kate Dematti
- Cooper Harris : Lynn Leigh
- Madison McLaughlin : Alison DeMatti
- T.J. Lepage : Mark
- Micho Rutare : Président
- Jon Gale : National Security Advisor / Peter
- Abby Leigh : Stratcom Washington
- Ben Daniels : Stratcom North Atlantic
- Darrell Philip : Stratcom Wyoming
- Gabrial Bresler : Young Commander
- Alice M. Brinkman : Bible Study Friend #1
- Janice McLaughlin : Bible Study Friend #2
- Brendan Bradley : Curtis Langley
- Courtney Johnson : Garde
- Jonathan Alfaro : Garde
- Jan-Michael Cortes : Garde
- Christopher Fonseca : Garde
- Edmond Choi : Garde
- Robert Pugh : Garde
- Gregory Paul Smith : Damien
- Amanda Jaros : McKenzie
- Peter Husmann : Agent Nielson
- Spencer Scott : Agent Munez
- Celestial : Pastor King
- Cecile M. Johnson : Pasteur King
- Mina Joukar : Nidra Singh
- Jennifer Smart : Madeline
- Dana Tomasko : Grace
- Kamaal Reffigee : Justin
- Richard Shaluly : Sam
- Scott Hansen : Maraudeur armé
- Jonathan Martinez : Secret Service Agent
- Marcus Tucker : Secret Service Agent
- Chris Kuzmicz : Paramedic #1
- Michael Samudio : Paramedic #2
- Antony Larios : ATV Driver
- Jamie Figueroa : ATV Driver
- Óscar Chávez : ATV Driver
- Matthew Tagayun : Matthew
- Maxfield Lund : Max
- Sex Henderson : Man
- Morgan Martin : Goverment Office Worker
- Sueann Han : Candace Mills
- Anthony Rodriquez : Donny
- Matt Lagan : Harvey Pitts
- AJ Anselmo : Boy
- Mileydy Juan : Fille à l'église #1
- Gabie Arcila : Fille à l'église #2
- Carlos Juan : Garçon à l'église #1

## Autour du film
Certaines scènes ont été tournées à Los Angeles, Californie.